# Antinephele achlora
Antinephele achlora là một loài bướm đêm thuộc họ Sphingidae. Nó được miêu tả bởi Holland năm 1892, và is found from forests from Sierra Leone to Uganda và miền tây Kenya.
Chiều dài cánh trước là 19–23 mm. Mình và cánh rất nâu và tối.